# 12309 Tommygrav
12309 Tommygrav este un asteroid din centura principală de asteroizi.

## Descriere
12309 Tommygrav este un asteroid din centura principală de asteroizi. A fost descoperit pe 25 februarie 1992 la Kitt Peak National Observatory, în cadrul proiectului Spacewatch. Asteroidul prezintă o orbită caracterizată de o semiaxă mare de 2,72 ua, o excentricitate de 0,03 și o înclinație de 0,7° în raport cu ecliptica.